# Mała Kapałkowa Turnia
Mała Kapałkowa Turnia (słow. Malá Ľadová veža, niem. Kleiner Eistaler Turm, węg. Kis Jégvölgyi torony) – dwuwierzchołkowa turnia o wysokości 2185 lub 2131 m n.p.m., znajdująca się w Kapałkowej Grani w słowackiej części Tatr Wysokich. Od Pośredniej Kapałkowej Turni oddzielona jest siodłem Niżniej Kapałkowej Ławki i licznymi innymi drobnymi obiektami, natomiast od Zadniej Kapałkowej Czuby oddziela ją Zadnia Kapałkowa Przełączka.
W grani, która łączy Małą Kapałkową Turnię z Pośrednią Kapałkową Turnią, można wyróżnić następujące obiekty (począwszy od Małej Kapałkowej Turni i Niżniej Kapałkowej Ławki):
- Kapałkowa Baszta (Ľadová bašta),
- Wrótka za Basztą (Vrátka za Ľadovou baštou),
- Kapałkowy Ząb (Ľadový zub),
- Wrótka za Zębem (Vrátka za Ľadovým zubom),
- Kapałkowy Słup (Ľadový stĺp),
- Wrótka za Słupem (Vrátka za Ľadovým stĺpom),
- Kapałkowy Dziób (Ľadový pazúr),
- Wrótka za Dziobem (Vrátka za Ľadovým pazúrom)[1][3].

Mała Kapałkowa Turnia ma dwa wierzchołki: wschodni (główny) i zachodni (niższy). Kapałkowa Grań skręca tutaj nieco na północny zachód w kierunku Kapałkowej Uboczy.
Na wierzchołki Małej Kapałkowej Turni nie prowadzą żadne znakowane szlaki turystyczne, są one dostępne jedynie dla taterników. Z zachodnich stoków Małej Kapałkowej Turni (dokładniej Zadniej Kapałkowej Czuby) opada w stronę Doliny Jaworowej dość wybitny Zadni Kapałkowy Żleb. W stronę tej doliny opadają także równoległe do niego, krótsze Skrajny i Pośredni Kapałkowy Żleb (spod Skrajnej Kapałkowej Czuby).

## Historia
Na Małą Kapałkową Turnię wchodzili najprawdopodobniej jurgowscy koziarze (przed wejściami turystycznymi), jednak nie były to wejścia w żaden sposób rejestrowane. Pod koniec XIX w. dokonano na nią wejścia w celach kartograficznych.
Pierwsze wejścia turystyczne:
- Gyula Komarnicki i Roman Komarnicki, 2 sierpnia 1909 r. – letnie,
- Jan Alfred Szczepański, 28 kwietnia 1929 r. – zimowe[1].